# جاستن كولوما
جاستن كولوما (بالإنجليزية: Justin Coloma؛ بالإسبانية: Justin Coloma) هو مخرج بيروفي وأمريكي، ولد في 31 أكتوبر 1975 في لوس أنجلوس في الولايات المتحدة.

## وصلات خارجية
- الموقع الرسمي
- جاستن كولوما على موقع IMDb (الإنجليزية)
- جاستن كولوما على موقع روتن توميتوز (الإنجليزية)
- جاستن كولوما على موقع أول موفي (الإنجليزية)
- جاستن كولوما على موقع كينوبويسك (الروسية)